# Cossura heterochaeta
Cossura heterochaeta är en ringmaskart som beskrevs av Orensanz 1976. Cossura heterochaeta ingår i släktet Cossura och familjen Cossuridae. Inga underarter finns listade i Catalogue of Life.